# Nelson Piquet
Nelson Fredo Piquet Souto Maior (Rio de Janeiro, 17 agosto 1952) è un ex pilota automobilistico brasiliano, vincitore di 3 campionati mondiali di Formula 1.
Durante la sua carriera in Formula 1, che si è sviluppata principalmente nel corso degli anni ottanta, si è confrontato con diverse generazioni di piloti: agli inizi ha avuto come compagno di team il già pluricampione Niki Lauda, da cui, per sua stessa ammissione, ha potuto apprendere molto sulla messa a punto della vettura; successivamente, è riuscito a emergere nel confronto con piloti che avevano animato il decennio precedente, come Carlos Reutemann. Nella parte centrale della sua carriera ha rivaleggiato con Alain Prost, Ayrton Senna e Nigel Mansell, mentre a fine carriera si è trovato ad avere come compagno di squadra l'esordiente Michael Schumacher.
Considerato uno dei migliori piloti della sua generazione, aveva uno stile di guida equilibrato: non freddamente calcolatore come Lauda o Prost, ma nemmeno eccessivo e irruente come Mansell. Pilota versatile, ha vinto con vetture e motorizzazioni molto differenti, dalle wing-car a motore aspirato fino alle vetture turbo con le quali è stato il primo a diventare campione del mondo; ha dimostrato grande capacità di adattamento su circuiti nuovi, vincendo le prime edizioni dei Gran Premi svolti sui circuiti di Imola e dell'Hungaroring, ma ha avuto un rapporto negativo con il Circuito di Monte Carlo dove avrebbe desiderato vincere ma ha ottenuto solo tre piazzamenti. Riteneva che "Correre a Monaco è come andare in bici dentro una cucina".
Il ricordo lasciato da Piquet non può essere circoscritto alle sole capacità velocistiche: la goliardia e la fama di tombeur de femme gli hanno dato una grande popolarità, ma anche le polemiche facevano parte del suo repertorio; ha infatti saputo attrarre l'attenzione dei mezzi di comunicazione con uscite sensazionalistiche.
Nelson Piquet ha disputato 204 Gran Premi di Formula 1, con 23 vittorie, 24 pole position, 23 giri più veloci in corsa e 485,5 punti, di cui 481,5 validi a fini della classifica; si è classificato 100 volte nei primi sei (60 sul podio), ed è partito 43 volte in prima fila. È inoltre il padre dei piloti Nelson Piquet Jr e Pedro Piquet.

## Carriera

### Gli inizi
Nelson Piquet è l'ultimo figlio di Estácio Gonçalves Souto Maior (medico e politico brasiliano) e Clotilde Piquet (discendente d'immigrati francesi); nato a Rio de Janeiro, trascorse la sua infanzia nella nuova capitale Brasilia per via dell'attività politica del padre, medico, che divenne ministro della sanità nel governo di João Goulart. Il padre era stato campione regionale di tennis e vedendo che anche il figlio aveva buone doti lo incoraggiò su questa strada: a 12 anni Nelson era uno dei tennisti brasiliani junior più promettenti. Ma presto il tennis passò in secondo piano e a 14 anni cominciò ad appassionarsi ai motori, incominciando a gareggiare con un go-kart acquistato in società con tre amici, tuttavia a causa della disapprovazione del padre corse di nascosto con lo pseudonimo Piket derivato dal cognome della madre. Le vittorie nei kart (campione brasiliano nel 1971 e 1972) gli impedirono di continuare a nascondere la sua passione e il padre per evitare che continuasse a correre lo mandò a studiare in California, ma Nelson dopo un anno tornò a casa.
Nel 1974 il padre morì e Piquet partecipò alle gare di Formula Super Vee; nello stesso anno, al Gran Premio del Brasile, ebbe il primo contatto con la Formula 1; non essendoci le attuali rigide limitazioni all'ingresso, riuscì a entrare ai box e avvicinò il tecnico della Brabham Gordon Murray chiedendogli di poter fare qualcosa: Murray gli permise di sbrigare alcune faccende all'interno dei box e quando si mise a pulire il casco di Carlos Reutemann questi lo allontanò sbrigativamente. L'episodio fu poi ricordato da entrambi quando si trovarono in lotta per il titolo mondiale nel 1981.
Vinse il campionato brasiliano di Formula Super Vee nel 1976 e, per proseguire la carriera, chiese consiglio alla celebrità nazionale Emerson Fittipaldi, primo brasiliano campione del mondo di Formula 1 e, su indicazione di questi, nel 1977, decise di andare a correre in Europa. Quindi si trasferì in Italia, a Novara, e partecipò al campionato europeo di Formula 3, vincendo due gare e arrivando terzo nella classifica finale. Nel 1978 passò alla F3 inglese, che era suddivisa in due campionati la cui titolazione era data dalle differenti sponsorizzazioni; Piquet si aggiudicò il campionato British Petroleum e arrivò secondo nel Vandervell. Complessivamente partecipò a 26 gare nei 2 campionati vincendone 13 (7 nel BP e 6 nel Vandervell), preparandosi per il passo in Formula 1.

### Formula 1

#### I primi anni

##### Campionato 1978
Piquet esordì in Formula 1 nel Gran Premio di Germania del 1978, alla guida di una Ensign-Ford N177 MN. Qualificatosi 21º, il brasiliano dovette ritirarsi al 31º giro per la rottura del propulsore mentre occupava la dodicesima posizione. Fu la sua unica gara con l'Ensign, in quella stessa stagione partecipò alle 3 gare successive con una vecchia McLaren M23 del team privato Ligget Group B&S Fabrication.
Ma fu durante il week-end del Gran Premio d'Italia che Piquet riuscì a dare una svolta decisiva alla sua carriera: superando la concorrenza di Elio De Angelis si accordò con Bernie Ecclestone per partecipare all'ultima gara stagionale con una terza vettura ufficiale della Brabham, schierata per l'occasione, e soprattutto ottenne l'ingaggio come seconda guida per la stagione entrante. A suo favore giocò, oltre ai buoni risultati nelle formule minori e l'appoggio finanziario di uno sponsor (la birra brasiliana Brahma), cose che anche De Angelis poteva offrire, l'interesse della Parmalat, sponsor della Brabham, per il mercato brasiliano e il fatto di aver accettato un contratto triennale percependo un modestissimo compenso, pari allo stipendio di un impiegato.

##### Campionato 1979
Al volante della Brabham-Alfa Romeo nel 1979, Piquet si rivelò come pilota di grandi doti e in breve tempo fu in grado di competere con il titolato compagno di squadra Niki Lauda, ma essendo l'ultimo anno della collaborazione tra il costruttore inglese e la casa italiana, ormai scesa in pista con una propria monoposto, a risentirne fu l'affidabilità della vettura e ciò non gli permise di andare oltre un quarto posto al Gran Premio d'Olanda. Nel corso delle prove del Gran Premio del Canada Lauda decise di ritirarsi dalle corse, anche se poi tornò alla guida della McLaren nel 1982 e Piquet ebbe l'occasione di diventare il pilota di punta della squadra. Nelle ultime due gare della stagione la Brabham si schierò con la nuova vettura a motore Cosworth e nella gara conclusiva, il Gran Premio degli Stati Uniti-Est, Piquet partì in prima fila e conquistò il giro più veloce in gara.

##### Campionato 1980

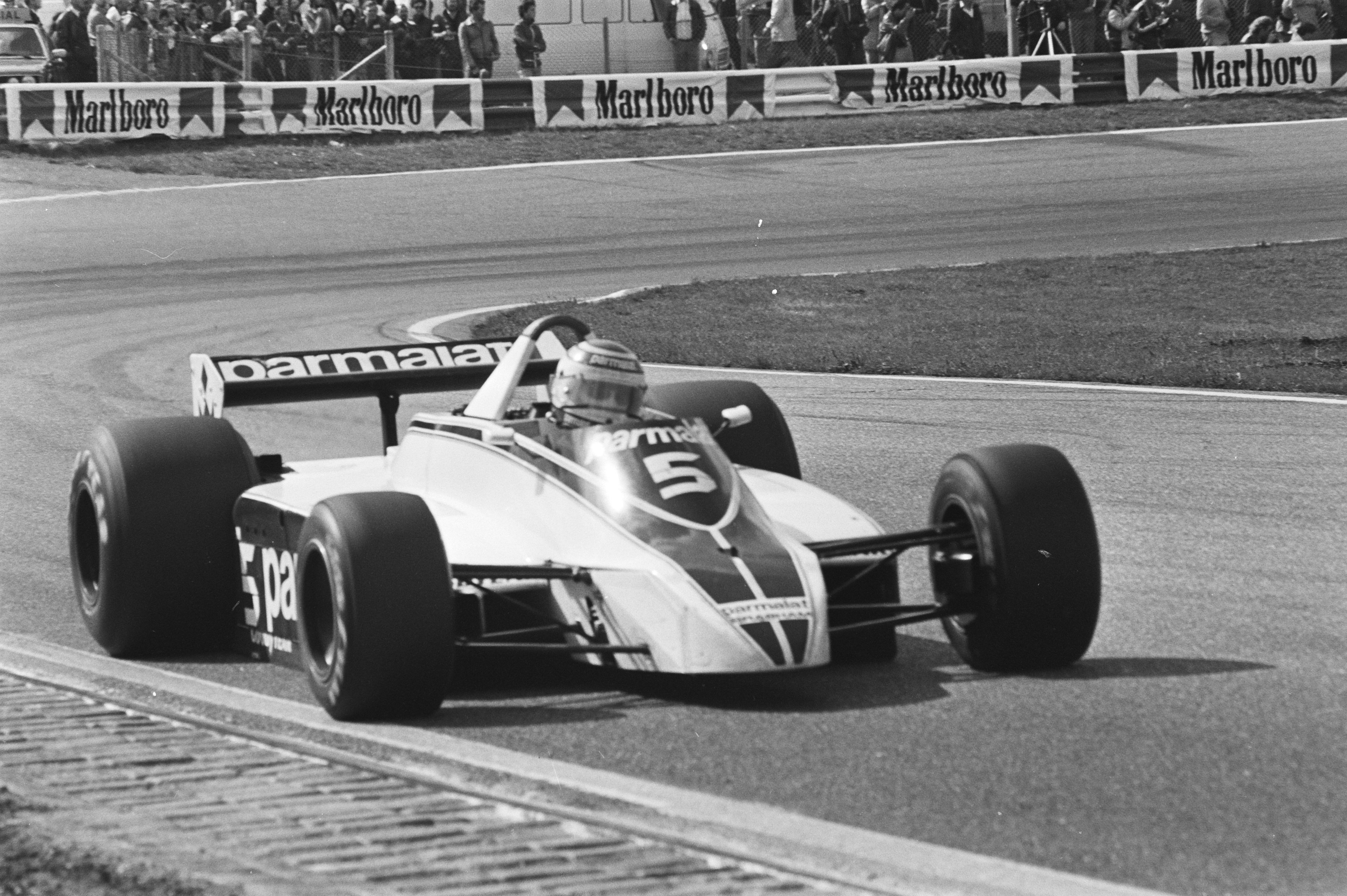
Piquet in azione durante il Gran Premio d'Olanda 1980.

Il 1980 fu l'anno della consacrazione. Nel Gran Premio di apertura in Argentina salì per la prima volta sul podio, arrivando secondo dietro ad Alan Jones, sulla cui vettura ci furono però dubbi di irregolarità per sottopeso. Infatti, a gara finita, Jones non portò subito la vettura al parco chiuso per i controlli, dando adito al sospetto che nel frattempo fosse stata aggiunta zavorra per far rientrare la vettura nel peso minimo regolamentare, ma al controllo la macchina risulterà regolare. Piquet vinse la sua prima gara, il Gran Premio degli Stati Uniti-Ovest sul circuito cittadino di Long Beach e al Gran Premio di Monaco conquistò il terzo posto che gli permise di andare, per la prima volta, in testa alla classifica del campionato.
Nella parte centrale della stagione subì la maggior forza della Williams di Jones, ma fu favorito dai dissidi tra l'associazione dei costruttori (FOCA) e la federazione internazionale (FISA), la cosiddetta guerra FISA-FOCA, che portarono alla diserzione del Gran Premio di Spagna da parte dei team non aderenti alla FOCA: Renault, Ferrari e Alfa Romeo, con il successivo annullamento dello stesso Gran Premio, che era stato vinto da Jones. Recuperò successivamente nel finale di stagione vincendo i Gran Premi d'Olanda e d'Italia, e grazie a questi successi tornò in testa al mondiale.
Tutto si giocò nel successivo Gran Premio del Canada, penultimo della stagione: Piquet partì dalla pole position e andò subito in testa ma, pochi metri dopo il via, Jones lo coinvolse in un incidente, che giustificò dicendo di essere stato toccato a sua volta. La gara fu sospesa e si ripartì da zero, ma la vettura di Piquet era stata danneggiata ed egli dovette ripartire con l'auto di riserva che non era stata messa a punto. Alla seconda partenza Piquet battagliò con Jones e Pironi, prendendo il comando e rimanendoci per 23 giri fin quando gli si ruppe il motore e fu costretto al ritiro; a questo punto Jones vinse senza problemi venendo preceduto sul traguardo da Pironi.

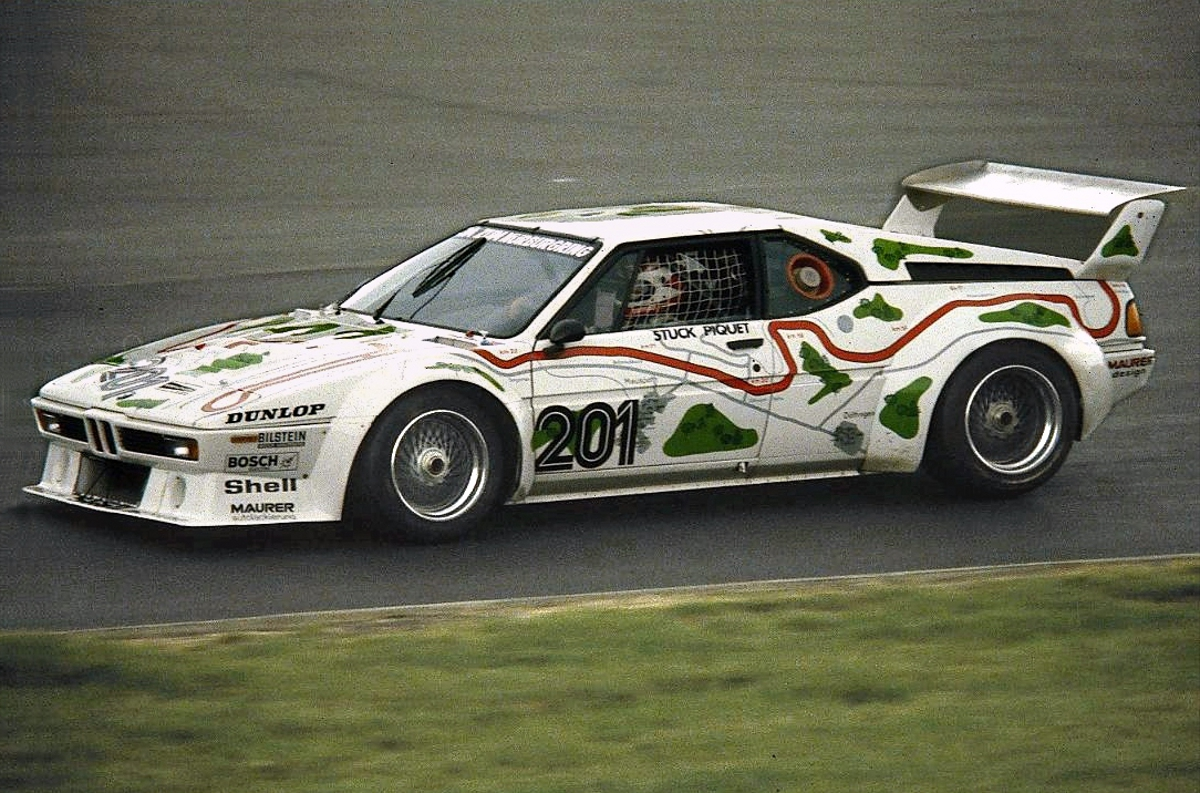
Piquet in una divagazione extra circus, alla guida di una BMW M1 durante la 1000 km del Nürburgring.

Piquet arrivò quindi all'ultima gara in ritardo di otto punti, ma, a causa della regola allora in vigore secondo cui si contavano solo i 5 migliori risultati di ciascuna delle due metà della stagione, anche vincendo e prendendo 9 punti avrebbe dovuto scartare i 2 del quinto posto in Austria e dunque non poteva più raggiungere la testa della classifica. A ogni modo, Jones legittimò il titolo, vincendo la successiva gara di Watkins Glen. 

Nel 1980 Piquet vinse, succedendo all'ex-compagno di squadra Lauda, la seconda e ultima edizione del Campionato ProCar, un monomarca riservato alle BMW M1, che si svolgeva nel week-end di alcuni Gran Premi come gara di contorno e alla quale partecipavano diversi piloti di Formula 1, che correvano anche il Gran Premio a poche ore di distanza.

#### I due titoli mondiali e gli ultimi anni in Brabham

##### Campionato 1981
La stagione cominciò con l'annullamento del Gran Premio del Sudafrica, vinto da Carlos Reutemann con Piquet secondo, per il proseguire della polemica tra FISA (sostenuta dalle squadre italiane e dalla Renault che disertarono la gara) e FOCA. Si cominciò il campionato dopo essere giunti a un accordo che bandì le minigonne e richiese un'altezza minima da terra, della vettura, di 6 cm escluse le gomme. Dopo un terzo posto nel Gran Premio degli Stati Uniti-Ovest, Piquet partì in pole position nella gara di casa, il Gran Premio del Brasile, ma, con la pista bagnata, puntò su un rapido miglioramento della situazione atmosferica e montò gomme slick, ottenendo la compromissione della sua gara.

Piquet sul podio del vittorioso Gran Premio di San Marino 1981

Al successivo Gran Premio d'Argentina la Brabham aggirò la regola dell'altezza minima adottando un correttore d'assetto che, pur facendo risultare la vettura regolare alle verifiche, la faceva abbassare durante la corsa trasformandola in una Wing-car. La superiorità della monoposto fu tale che Piquet stravinse e persino il suo compagno di squadra Héctor Rebaque, che normalmente navigava nelle retrovie, riuscì a mantenere il secondo posto fino all'uscita di pista che ne provocò il ritiro. Si passò a Imola dove si corse con la nuova titolazione di Gran Premio di San Marino e quasi tutte le squadre adottarono la novità portata in Argentina dalla Brabham. Piquet partì male, ma dopo una rimonta sotto la pioggia si aggiudicò il Gran Premio.
Al Gran Premio del Belgio dopo che alla partenza venne investito, non mortalmente, un meccanico a cui era stata rischiosamente permessa la presenza sulla griglia per riparare la vettura di Riccardo Patrese, la gara riprese con una seconda partenza e Piquet andò al comando, ma al decimo giro Jones, con un contatto, lo costrinse al ritiro; la gara venne vinta da Reutemann, che cominciò ad allungare al comando della graduatoria generale. Piquet ebbe la possibilità di recuperare al Gran Premio di Francia dove dominò fino al cinquantottesimo giro, quando un improvviso temporale portò all'interruzione della gara. Gli organizzatori decisero di aspettare la fine della pioggia per far proseguire la gara e dopo 45 minuti, alla ripartenza, Alain Prost apparve molto più competitivo dopo gli interventi meccanici effettuati durante la sosta e vinse il suo primo Gran Premio relegando Piquet al terzo posto; nella gara seguente, il Gran Premio di Gran Bretagna, Reutemann arrivò secondo e raggiunse il massimo vantaggio di 17 punti in classifica.

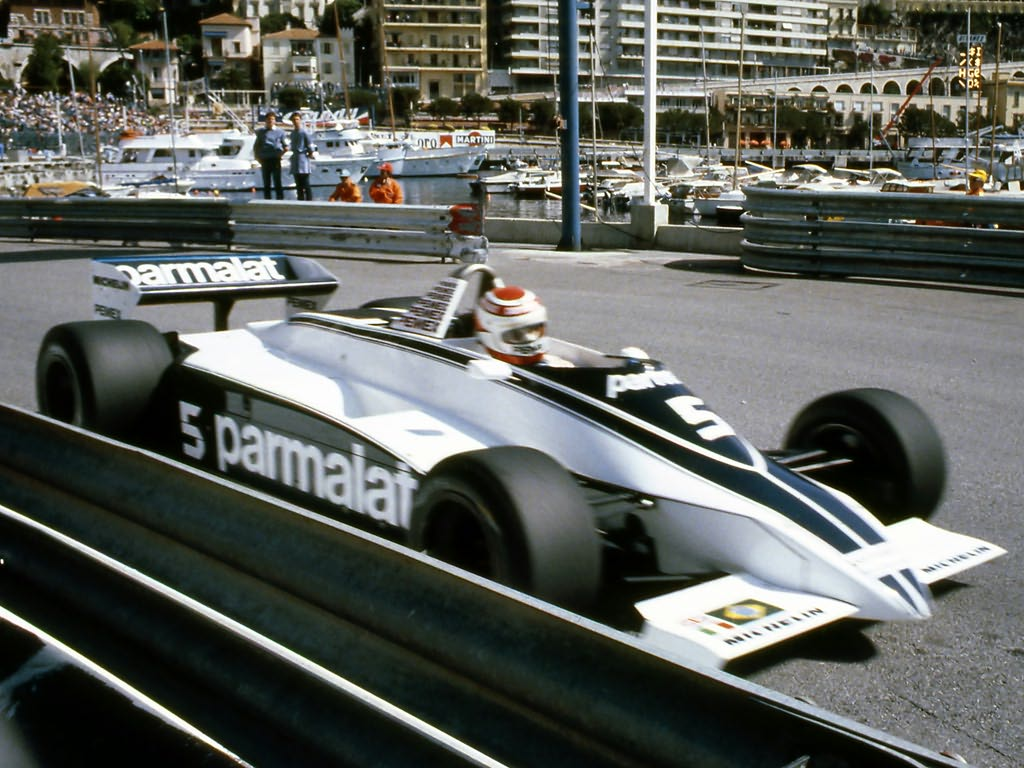
Piquet impegnato con la Brabham al Gran Premio di Monaco 1981.

Piquet conquistò il mondiale con una rimonta che cominciò con la vittoria al Gran Premio di Germania, mentre Reutemann veniva osteggiato all'interno del suo team dove si preferiva che a vincere fosse l'anglofono Jones. Il brasiliano arrivò all'ultimo Gran Premio in svantaggio di un punto nei confronti di Reutemann. Nella corsa finale a Las Vegas, che si svolse nel parcheggio del Caesars Palace, Piquet giunse quinto ottenendo i 2 punti necessari per la vittoria finale, mentre il rivale argentino, che per la delusione lascerà di lì a poco l'automobilismo, chiuse solo ottavo a causa di problemi alle gomme. Per il team fondato da Jack Brabham fu il primo titolo piloti dalla vittoria di Hulme nel 1967.
Sempre nel 1981, partecipò saltuariamente anche al Campionato mondiale Endurance al volante di una BMW M1 e vinse, in coppia con Hans-Joachim Stuck, la 1000 km del Nürburgring, vittoria che però fu dovuta al fatto che Piquet si trovò in testa per aver evitato un grave incidente che portò all'interruzione della gara, che fu poi terminata al momento dello stesso senza percorrere la distanza prevista di 1000 km. Queste partecipazioni nell'Endurance erano propedeutiche all'accordo tra Brabham e BMW per la collaborazione tecnica cominciata l'anno successivo.

##### Campionato 1982
Il 1982 fu un anno di transizione. La Brabham concluse un accordo per avere il motore turbo BMW, ma la scarsa affidabilità del motore condizionò pesantemente la stagione di Piquet già dalla prima gara, che si risolse in un ritiro dopo pochi giri. Dopo un risultato così modesto si decise di partecipare ai 3 Gran Premi seguenti con il vecchio motore Ford Cosworth. Nelson si aggiudicò subito il Gran Premio del Brasile, che lo vide protagonista di una estenuante lotta con Keke Rosberg e Gilles Villeneuve: lo sforzo fisico fu tale da portarlo allo svenimento sul podio. La sua vettura però, come quelle di altri team motorizzati Ford, era sottopeso; queste scuderie stavano cercando di forzare il regolamento: dato che il peso minimo era considerato con acqua e olio a bordo, si imbarcava a fine gara qualche decina di litri d'acqua in un apposito serbatoio per far rientrare la vettura nel peso minimo regolamentare di 580 kg.

Piquet precede Patrick Tambay alla Variante del Rettifilo durante il Gran Premio d'Italia 1982.

La manovra era così plateale che veniva a essere, in effetti, un attacco politico dei team FOCA per l'abbassamento del peso minimo, contro Ferrari e Renault che, usando motori turbo, avevano vetture decisamente più pesanti. Nel successivo Gran Premio degli Stati Uniti-Ovest la Ferrari rispose con un alettone posteriore sdoppiato, in cui ognuna delle due parti rispettava le dimensioni massime regolamentari ma complessivamente veniva raddoppiata la superficie alare: a questo punto la FISA intervenne, anche per evitare lo snaturamento di tutte le regole e squalificò Piquet e Rosberg che erano arrivati primo e secondo al Gran Premio del Brasile e la Ferrari di Villeneuve terza al Gran Premio degli Stati Uniti-Ovest; per protesta quasi tutti i team FOCA disertarono il Gran Premio di San Marino. A partire dal Gran Premio del Belgio funestato dalla morte di Villeneuve, mentre il compagno di squadra Patrese continuò per qualche Gran Premio a usare il motore Ford con il quale si aggiudicò il rocambolesco Gran Premio di Monaco, Piquet tornò a usare il turbo BMW e lo portò con fatica al traguardo conquistando il sesto posto, che divenne poi quinto grazie alla squalifica della McLaren di Lauda.
Al GP degli USA-Est, sul nuovo circuito cittadino di Detroit, dopo che le prove del venerdì erano state annullate, nell'unica sessione disponibile il motore si ruppe e Piquet non riuscì, per la prima volta in carriera, a qualificarsi. Il riscatto arrivò solo sette giorni dopo, nel GP del Canada, in cui Piquet si aggiudicò la gara; ottenne poi la piazza d'onore nel successivo Gran Premio d'Olanda. Dal Gran Premio di Gran Bretagna la Brabham introdusse una nuova strategia di gara: le vetture partivano con meno carburante per fare rifornimento e cambio gomme a metà corsa, e questo permetteva di accumulare vantaggio nella prima parte della competizione e dopo una sosta, in cui si perdeva solo parte del vantaggio, si poteva disporre di gomme ancora fresche. Tuttavia, i frequenti problemi tecnici vanificarono l'efficacia della strategia.
Nelle prove del Gran Premio di Germania Pironi, che con la Ferrari era lanciato in testa alla classifica mondiale, subì un grave incidente che pose fine alla sua carriera automobilistica. Piquet fu il primo a fermarsi per soccorrerlo e ne rimase scosso; nella gara della domenica, mentre era in testa, ebbe una collisione con Eliseo Salazar che stava doppiando e, appena abbandonate le vetture incidentate, Piquet prese a pugni il cileno: il suo comportamento fu anomalo perché raramente Piquet aveva mostrato delusione a causa di un ritiro; lui stesso si giustificò con la preoccupazione per la propria incolumità che l'incidente di Pironi gli aveva evocato. In seguito all'incidente di Pironi, Piquet dichiarò che le Ferrari erano macchine pericolose: questo gli causerà l'inimicizia di Enzo Ferrari che nel suo libro Piloti, che gente... non si dilungherà sulle sue capacità di pilota, limitandosi a scrivere che è "capace di imprese bellissime", ma rimarcherà il fatto che nonostante quella dichiarazione Piquet si fosse offerto di guidare per la scuderia del Cavallino. Nel finale di stagione una serie di ritiri per problemi meccanici impedì a Piquet di andare oltre l'undicesimo posto finale in classifica.

##### Campionato 1983

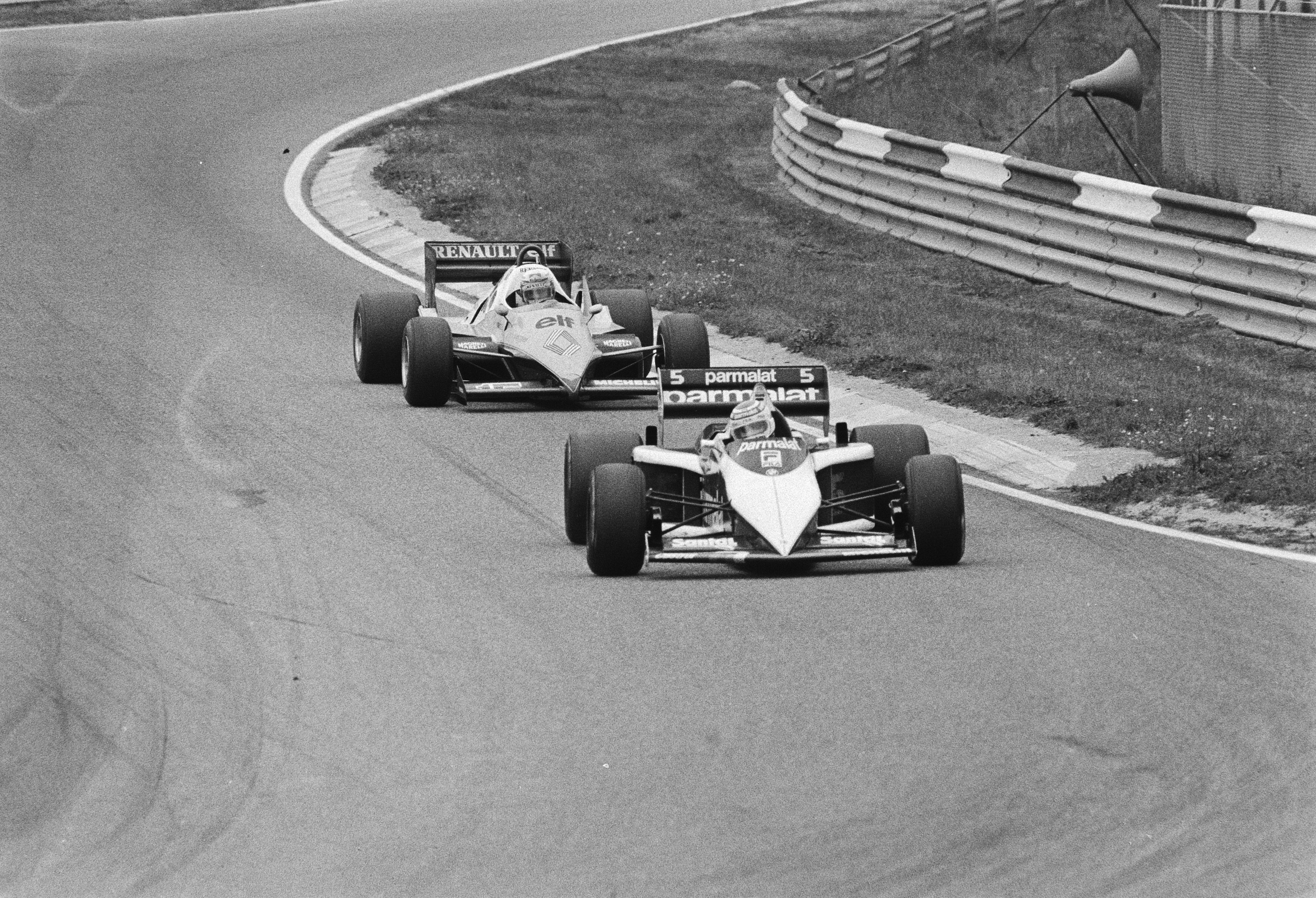
Piquet precede Alain Prost al Gran Premio d'Olanda 1983.

A causa degli incidenti mortali del 1982 nella nuova stagione vennero definitivamente bandite le Wing-car e il direttore tecnico della Brabham Gordon Murray - che aveva già preparato la Brabham BT51 a effetto suolo - decise di ripartire da zero e realizzò in soli 4 mesi la BT52, vettura dalla forma a freccia che si rivelò subito vincente con Piquet nel primo Gran Premio della stagione in Brasile, lasciando stupito lo stesso pilota. Dopo una battuta a vuoto Piquet arrivò secondo in Francia, dove ben sette team adottarono la strategia del rifornimento che la Brabham aveva introdotto l'anno prima, ma rimase perplesso sull'affidabilità della vettura: infatti su 6 partenze le Brabham, sua e di Patrese, erano arrivate in fondo solo 2 volte.
Al Gran Premio di San Marino restò fermo alla partenza e venne fatto partire a spinta dopo che tutti gli altri concorrenti erano già passati; tentò poi la rimonta ma venne fermato da un cedimento meccanico, mentre Patrese, a pochi giri dal termine, andò al comando ma uscì di pista poco dopo lasciando la vittoria alla Ferrari di Patrick Tambay. A Monaco arrivò secondo in una gara condizionata dalla variabilità atmosferica e tornò solo al comando della classifica, ma da quel momento cominciò una fase negativa: al Gran Premio del Belgio, nel finale, quando era secondo, si ruppe la quinta marcia e finì quarto, e la vittoria andò ad Alain Prost che guadagnò la testa della graduatoria, mentre nel seguente Gran Premio degli USA-Est Piquet dominò fino a quando l'afflosciamento di uno pneumatico lo costrinse a una sosta imprevista relegandolo ancora quarto.
Nella fase centrale della stagione furono Prost e René Arnoux ad alternarsi nel vincere i gran premi lasciando a Piquet due soli piazzamenti a podio, in Gran Bretagna, secondo e in Austria dove arrivò terzo a causa un calo di potenza del motore mentre era in testa. In Olanda ebbe l'occasione per vincere: partendo dalla pole position per la prima volta nella stagione tenne il comando fino a metà gara, ma poco prima del rifornimento Prost si avvicinò e cominciò ad attaccarlo a ogni giro alla frenata della curva Tarzan dopo il traguardo; Piquet respingeva abilmente gli attacchi finché all'inizio del 41º giro Prost provò a entrare troppo deciso e frenò troppo tardi speronando Piquet e facendo terminare la corsa di entrambi. Piquet non se ne ebbe a male e per via di questo comportamento che colpì Prost, cominciò una breve amicizia tra i due che però sarà destinata a finire con il termine del campionato e la vittoria finale del brasiliano.
Piquet tornò in lotta per il titolo mondiale vincendo le due gare seguenti, il Gran Premio d'Italia a Monza e il Gran Premio d'Europa sul circuito inglese di Brands Hatch. Nell'ultima gara in Sudafrica doveva vincere per essere sicuro di superare Prost in classifica e rispettò la consegna dominando la prima parte della gara ma, una volta ritirati i rivali Arnoux e Prost, per vincere il campionato gli sarebbe bastato arrivare quarto, quindi per non rischiare rallentò, lasciando la vittoria del gran premio al compagno Patrese e limitandosi a portare la vettura al traguardo giungendo sul gradino più basso del podio. Fu il primo titolo mondiale per un pilota al volante di una vettura a motore turbo; a campionato finito ci furono delle contestazioni sulla regolarità delle benzine usate dalle Brabham, ma successivamente il titolo venne confermato dalla FISA.

##### Campionato 1984

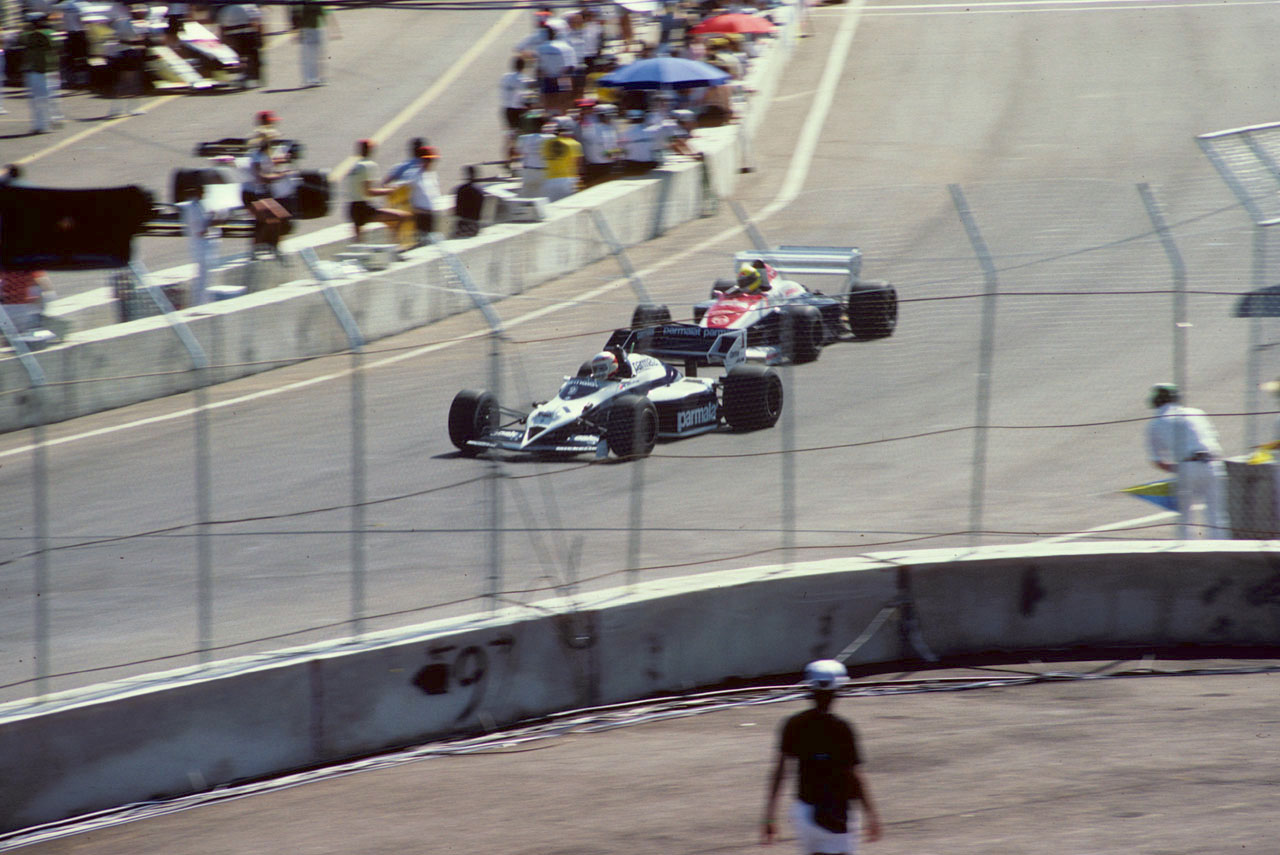
Piquet davanti al connazionale Ayrton Senna durante il Gran Premio degli Stati Uniti a Dallas.

Fresco campione del mondo, con la nuova regola che limitava la capienza dei serbatoi delle vetture a 220 litri e vietava i rifornimenti in gara, Piquet partiva favorito nella nuova stagione perché si pensava che il 4 cilindri BMW avrebbe sofferto meno dei motori a 6 cilindri per la minore quantità di benzina. I test invernali sembrarono confermare le aspettative, in quanto la vettura ottenne ottimi tempi, ma con l'inizio della stagione ufficiale si evidenziarono nuovamente grandi limiti di affidabilità. L'unica nota positiva che venne dal fronte motori fu l'approntamento di propulsori speciali per le prove, che erano accreditati di oltre 900 CV di potenza e permisero a Piquet di eguagliare quello che allora era il record di pole position in un anno: nove, già detenuto da Lauda e da Ronnie Peterson.
La serie di pole position gli permise anche di fare collezione di scooter Vespa che la Piaggio donava, a scopo promozionale, al pilota che realizzava il primo tempo in prova. La stagione fu dominata dalla McLaren dotata di motore TAG-Porsche; Piquet, dopo vari ritiri, riuscì a tornare al vertice in Canada dove la Brabham presentò un curioso radiatore aggiuntivo sul musetto che abbruttiva la vettura ma permise di migliorare l'affidabilità. Vinse il Gran Premio ma il radiatore supplementare si scaldò a tal punto che Piquet dovette soffrire negli ultimi giri per premere sull'acceleratore e si scottò il piede destro, tanto da salire sul podio con il piede nudo dopo aver ricevuto le prime cure.
Vinse anche a Detroit nel successivo Gran Premio: la gara cominciò con una carambola al via che coinvolse un gran numero di partecipanti, venne interrotta e si diede luogo a una seconda partenza. Piquet coinvolto, dovette usare la vettura di riserva, ma alla Brabham, memori dei problemi avuti in Canada nel 1980, prepararono l'auto di riserva come quella da gara e Piquet riuscì a vincere. Prima del termine della stagione ottenne anche una piazza d'onore in Austria e nella classifica finale fu quinto.

##### Campionato 1985

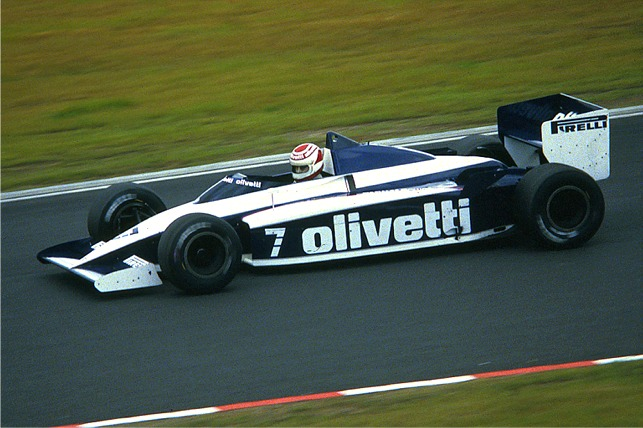
Piquet alla guida della sua Brabham BT54 al Gran Premio di Germania 1985.

Nel 1985 Piquet ottenne una sola vittoria al Gran Premio di Francia, dove riportò al successo dopo 28 anni una vettura con gomme Pirelli. Già a metà stagione, a causa degli scarsi risultati ottenuti e per la possibilità di ottenere ingaggi migliori, la permanenza del brasiliano nel team inglese era in discussione. Piquet ebbe contatti con il team McLaren, salvo poi accasarsi alla Williams, per l'anno seguente, che gli offrì un ingaggio triplo rispetto al milione di dollari che percepiva in Brabham. Con l'addio alla Brabham si ruppe anche l'intesa perfetta tra Piquet e il tecnico Murray, intesa che andava oltre le corse, ma riguardava anche il comune stile di vita libertario e che, nel prosieguo della carriera, Piquet non riuscì a instaurare con gli altri tecnici con cui si trovò a lavorare.

#### Il passaggio alla Williams

##### Campionato 1986
Nel 1986 il brasiliano lasciò la Brabham, per passare alla Williams-Honda, team in grande crescita alla fine del 1985 (tre vittorie nelle ultime tre gare) dove nelle sue intenzioni avrebbe dovuto recitare un ruolo di prima guida assoluta. A detta di Piquet gli accordi verbali con Frank Williams su questo punto erano chiari, ma poco prima dell'inizio della stagione Williams subì un grave incidente automobilistico che lo tenne lontano dalla squadra per molto tempo e gli causò una disabilità motoria permanente; la squadra venne così diretta dal tecnico e socio di Williams Patrick Head: questi, vedendo che anche l'altro pilota del team, il connazionale Nigel Mansell, era in grado di lottare per il titolo, cominciò a occuparsi direttamente della messa a punto della macchina di Mansell lasciando assistere Piquet dal secondo tecnico del team Frank Dernie, nonostante il brasiliano fosse primo pilota per contratto e disponesse di diritto del muletto. Questo provocò una guerra "fratricida" che penalizzò entrambi; Piquet in particolare commise degli errori per il nervosismo creatosi nel team.

Piquet fotografato al Gran Premio di San Marino 1986, da lui concluso in seconda posizione.

La stagione di Piquet cominciò bene dominando il Gran Premio del Brasile; si ritirò nella gara seguente, poi al Gran Premio di San Marino Piquet arrivò secondo dietro a Prost. Il finale fu emozionante: alla curva Rivazza dell'ultimo giro il "professore" rallentò perché rimasto senza benzina, procedette a zig-zag e lo scuotimento fece arrivare un po' di carburante al motore, tanto che riuscì a tagliare il traguardo davanti a Piquet.
Verso metà stagione il connazionale ed ex-campione del mondo Emerson Fittipaldi, che dopo essersi ritirato dalla Formula 1 era tornato ai vertici nelle gare Indycar, valutò che Piquet non commetteva più gli errori di guida dei primi anni e al momento lo giudicò come il miglior pilota al mondo. Però in questa fase della stagione Piquet tra ritiri e arrivi in posizioni di rincalzo si trovò distaccato in classifica; dopo il Gran Premio di Gran Bretagna si trovò indietro di 18 punti rispetto a Mansell, tornando alla vittoria in Germania, dove durante la premiazione diede sfogo alla sua goliardia: la coppa per il vincitore era insolitamente piccola e Piquet dopo averla sollevata finse di non riuscire a reggerne il peso, simulando lo sforzo per sostenerla e facendo sembrare che la coppa lo stesse schiacciando.

Piquet festeggia la vittoria al Gran Premio d'Italia 1986; alla sua destra, il compagno di squadra e secondo classificato Nigel Mansell.

Nel successivo Gran Premio di Ungheria, che si stava disputando per la prima volta, si rese artefice di un duello memorabile con Ayrton Senna. Senna, conscio di avere una macchina inferiore ma contando sulla difficoltà di sorpasso sul circuito dell'Hungaroring, puntò a partire in pole position e poi, ottenuta la prima posizione in prova, preparò la vettura con un assetto che penalizzava il tempo sul giro ma favoriva la velocità di punta in modo da rendere quasi impossibile, a chi seguiva, il sorpasso sul lungo rettilineo di partenza/arrivo. La gara si svolse con Senna al comando e Piquet secondo, ma verso gli ultimi giri Piquet ruppe gli indugi e attaccò alla fine del rettilineo: al primo tentativo di sorpasso Piquet uscì troppo largo dal tornante che segue il rettilineo permettendo a Senna di riprendere il comando. Dopo qualche giro Piquet effettuò uno dei più bei sorpassi della storia della Formula 1, entrò al tornante in condizione sfavorevole ma sorpassò, controsterzò per controllare la macchina e tenne la posizione, la vittoria fu sua; l'ex-campione del mondo Jackie Stewart commentò: "È stato come fare un looping con un Boeing 747".
Piquet vinse anche il Gran Premio d'Italia, riducendo a 5 punti lo svantaggio da Mansell che però vinse la gara seguente e si fece recuperare solo un punto nella successiva. Al Gran Premio d'Australia, ultima gara della stagione, si arrivò con Mansell favorito a cui bastava un terzo posto per essere campione, mentre Prost e Piquet dovevano vincere e sperare che Mansell arrivasse al massimo quarto.
La Goodyear, fornitore unico degli pneumatici assicurò che le gomme potevano percorrere senza problemi l'intera gara ma non fu così, la corsa fu tutta tra le Williams di Mansell e Piquet e le McLaren di Prost e Rosberg, Prost restò indietro a causa di problemi con le gomme che lo costrinsero alla sostituzione, ma fu la sua fortuna. A gara in fase avanzata Rosberg si ritirò a causa dello scoppio di una gomma, qualche giro dopo anche Mansell fu vittima dello scoppio di uno pneumatico e subì un incidente pericoloso, perché lo scoppio avvenne mentre era in piena velocità, fortunatamente senza conseguenze; a questo punto Piquet si fermò a sostituire le gomme ma così facendo lasciò la testa della gara a Prost e negli ultimi giri non ebbe più tempo per recuperare: il campionato venne vinto da Prost, mentre Piquet fu terzo nella classifica finale.

##### Campionato 1987

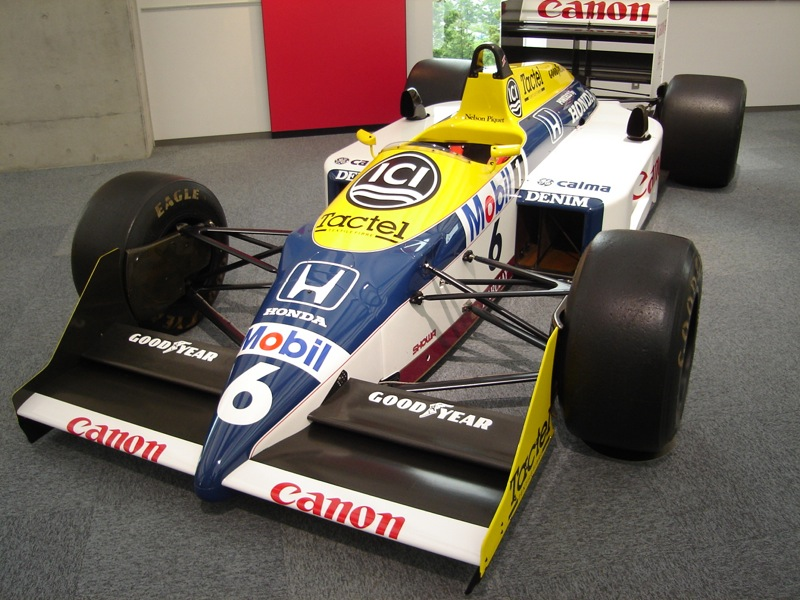
La Williams FW11B con cui Piquet si laureò campione nel 1987.

La superiorità della Williams nel 1987, fu tale da non permettere a nessun'altra scuderia di poter lottare per il titolo, anche se Piquet non disputò una delle sue stagioni più memorabili, condizionato da un grave incidente. Durante le prove del Gran Premio di San Marino uscì alla curva del Tamburello e sbatté violentemente contro il muro all'esterno della curva: secondo Adrián Campos che lo seguiva, l'incidente si può spiegare solo con un cedimento meccanico. Piquet ne uscì fisicamente illeso, tuttavia gli venne prudenzialmente impedito di partecipare alla corsa. Gli venne offerto dalla RAI di unirsi a Mario Poltronieri e Clay Regazzoni per commentare la gara e Piquet, che intratteneva rapporti amichevoli con l'inviato ai box della RAI Ezio Zermiani, accettò improvvisandosi telecronista; ma al di là della breve esperienza giornalistica, Piquet lamentò, a fine anno, il fatto che l'incidente gli avesse lasciato forti strascichi a livello psicologico e che gli avesse causato l'insonnia.

Gli uomini Williams esaminano la FW11B di Piquet dopo il grave incidente occorso al brasiliano alla curva Tamburello di Imola, nelle prove del venerdì, che gli impedirà di prendere parte la domenica seguente al Gran Premio di San Marino 1987.

Il compagno Mansell nella prima parte della stagione risultò più competitivo, Piquet provò a rimediare con tattiche di gara diverse, in Francia provò a fare un cambio gomme in più rispetto a Mansell, mentre in Gran Bretagna partito in testa provò a non fare soste, ma in entrambi i casi la scelta fu errata e Piquet si dovette accontentare della piazza d'onore. Recuperò vincendo i gran premi di Germania, d'Ungheria e d'Italia, ma anche grazie al maggior numero di ritiri per guasti meccanici occorsi a Mansell. La lotta con l'inglese si chiuse al penultimo Gran Premio in Giappone, dove questi fu protagonista di un incidente durante le prove, che gli impedì la partecipazione agli ultimi due gran premi. Piquet, che era già in testa alla classifica e a cui sarebbe bastato un mancato arrivo di Mansell per vincere il campionato, ottenne il terzo titolo di campione del mondo.

#### Gli ultimi anni in Formula 1

##### Lotus

###### Campionato 1988

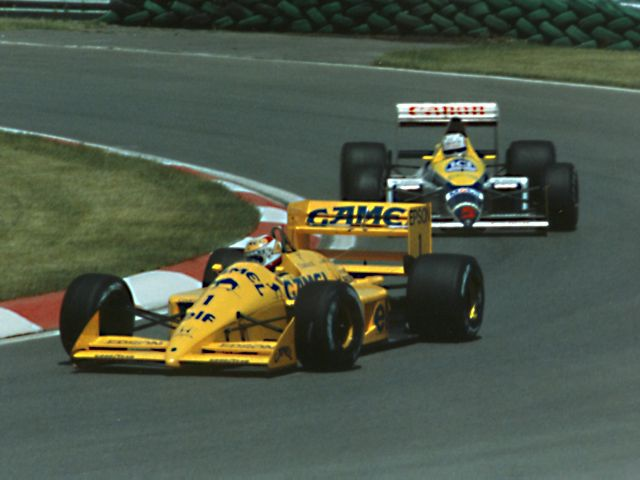
Piquet al Gran Premio del Canada 1988, tallonato dall'ex compagno di squadra Nigel Mansell.

Dopo aver vinto il terzo titolo, primo brasiliano a riuscire nell'impresa, a Piquet fu intitolato il circuito di Jacarepaguá su cui si correva il Gran Premio del Brasile, perciò cominciò la stagione entrante correndo sul circuito che portava il suo nome. Nel 1988, terminato il contratto biennale con la Williams e considerati i rapporti non idilliaci con Head e il fatto che la Honda avrebbe abbandonato la squadra per fornire i suoi motori a Lotus e McLaren, Piquet approdò alla Lotus con un contratto da dodici miliardi di lire annui, venendo a essere il quarto pilota (dopo Juan Manuel Fangio, Denis Hulme e Niki Lauda) a cambiare squadra subito dopo aver vinto il mondiale.
All'inizio della stagione Piquet fece scalpore rilasciando un'intervista a Playboy versione brasiliana in cui accusava Mansell di essere sfuggito dal confronto in pista, per via dell'incidente a Suzuka; nella stessa occasione fece varie accuse personali a Senna, Prost e a Enzo Ferrari, ma in seguito spiegò i suoi intenti ridimensionando la portata delle accuse. Dal punto di vista sportivo la stagione fu dominata dalle McLaren e nel team che fu di Colin Chapman; il brasiliano ebbe solo delusioni e la scarsa intesa con il tecnico Gérard Ducarouge che stravedeva per il suo ex-pilota Senna passato alla McLaren, contribuì al peggiorare continuo dei risultati e a fine stagione la Lotus si trovò in difficoltà tecnica per l'abbandono del tecnico e per la perdita dei motori Honda.

###### Campionato 1989

Piquet in azione tra i cordoli di Monza durante il Gran Premio d'Italia 1989.

La seconda stagione in Lotus fu ancora più disastrosa: Piquet riuscì a portare in squadra Frank Dernie, il suo tecnico di fiducia ai tempi della Williams, ma la vettura non fu particolarmente innovativa; inoltre i nuovi motori aspirati Judd erano poco competitivi. I risultati furono modesti: in una gara Piquet non riuscì nemmeno a qualificarsi e il massimo che riuscì a ottenere furono tre quarti posti.

##### Benetton

###### Campionato 1990
Dopo due stagioni fallimentari, bollato dall'opinione pubblica come pilota ormai in declino, Piquet, nel 1990, dovette accettare un contratto con la Benetton, in cui veniva pagato in base ai punti conquistati. Invece visse una sorta di seconda giovinezza, con una stagione molto positiva in cui si aggiudicò le due ultime gare e arrivò terzo nella classifica finale. La prima delle due vittorie al Gran Premio del Giappone fu anche la prima doppietta per la Benetton, infatti la seconda posizione venne occupata dall'altra Benetton guidata dal connazionale e amico Roberto Moreno, che aveva sostituito Alessandro Nannini dopo che questi aveva avuto un grave incidente in elicottero. Tuttavia un risultato così positivo era stato favorito dai ritiri delle Ferrari e delle McLaren, in particolare Senna e Prost, che erano in lotta per il titolo e che avevano avuto una collisione alla prima curva. Mentre la seconda vittoria al Gran Premio d'Australia, sia pure favorita dal ritiro dell'imprendibile McLaren di Senna, fu determinata da una gara tutta all'attacco in cui Piquet risalì diverse posizioni e negli ultimi giri con gomme usurate, per aver fatto una sosta in meno, riuscì a resistere agli attacchi della "Rossa" di Mansell.

###### Campionato 1991

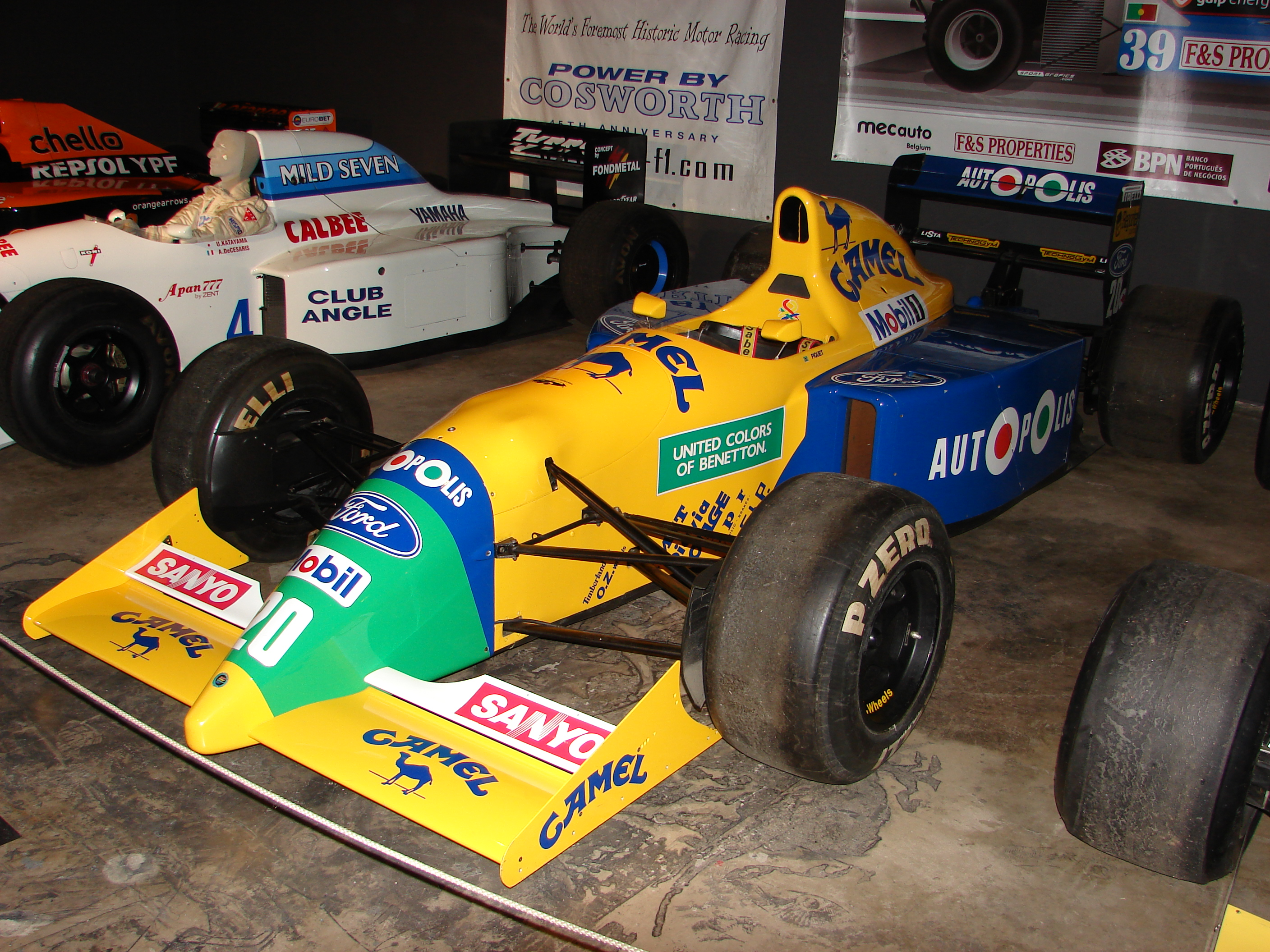
La Benetton B190B che Piquet utilizzò nelle prime due gare della stagione 1991.

Meno positiva fu invece la stagione successiva dove comunque Nelson riuscì ad aggiudicarsi, sia pure in maniera un po' rocambolesca, il Gran Premio del Canada, approfittando del ritiro a due curve dalla fine del leader Nigel Mansell. Al Gran Premio del Belgio esordì al volante di una Jordan il giovane Michael Schumacher mostrando subito grandi capacità, tanto che Flavio Briatore - allora direttore del team Benetton - lo mise subito sotto contratto e dalla gara seguente Schumacher corse con la Benetton sostituendo Moreno.
Il finale di stagione fu un confronto tra il vecchio e il giovane campione in cui Piquet non sfigurò ottenendo prestazioni vicine e alcune volte migliori di quelle di Schumacher: in futuro, il tedesco sarà sempre nettamente superiore al proprio compagno di squadra fino al suo primo ritiro nel 2006. A fine anno la Benetton decise di puntare su Schumacher mentre Piquet, non trovando un accordo economico soddisfacente con il team, né ricevendo proposte da un altro team all'altezza, decise di ritirarsi dalla Formula 1.

### Dopo la Formula 1
Non si trattò però del definitivo addio alle corse perché nel 1992 il brasiliano decise di dedicarsi a un sogno da tempo cullato: partecipare alla 500 Miglia di Indianapolis. Si accordò con il team Menard per gareggiare con una Lola a motore Buick. Questo propulsore era un 6 cilindri di tipo Stock Block con la distribuzione ad aste e bilancieri. Il regolamento di Indy permetteva, per questi motori, una pressione di sovralimentazione più alta garantendo più potenza, ma il Buick non era altrettanto affidabile. Date queste premesse il vero obiettivo era la pole position, ma la malasorte era in agguato: durante le prove Piquet perse il controllo della vettura e sbatté in maniera violentissima contro il muretto, subendo ferite tremende alle gambe. Il recupero fu lentissimo, ma il brasiliano ritentò l'avventura a Indianapolis già la stagione successiva. Tuttavia Piquet non era ancora al meglio della forma e la partecipazione fu dovuta più a vincoli contrattuali che a una reale intenzione di gareggiare. Partito Piquet con il tredicesimo tempo di qualificazione, la sua corsa si concluse dopo appena una ventina di giri per un'avaria al motore mentre occupava l'ottava posizione.
Nel settembre 1994 Piquet annunciò il ritiro dalle corse, ma in seguito partecipò a varie classiche dell'automobilismo: nel biennio 1996-97 corse in due edizioni della 24 Ore di Le Mans con la McLaren F1 GTR, e partecipò con la stessa vettura ad altre gare di durata per vetture sport che si svolsero in Brasile, vincendo, nel 1996 in coppia con Johnny Cecotto, la 2 ore di Curitiba e la 2 ore di Brasilia, e nel 1997 con Cecotto e Steve Soper la Mil Milhas Brasil, che quell'anno si svolse sul circuito di Jacarepaguá. Corse anche nella categoria Turismo con la BMW 318, in coppia col connazionale Ingo Hoffmann, prendendo parte alla 24 Ore del Nürburgring e alla 24 Ore di Spa, poi partecipò sporadicamente ad alcune gare minori brasiliane per il piacere della guida e della competizione.
Il 20 gennaio 2006, ormai cinquantatreenne, tornò in gara alla Mil Milhas Brasil sul circuito di Interlagos, per poter condividere una competizione con suo figlio Nelson Angelo che era agli inizi della carriera. L'equipaggio era costituito anche da Christophe Bouchut e Hélio Castroneves: i tre giovani si alternarono alla guida della Aston Martin DBR9, affidata loro dal team Cirtek, per circa tre ore ciascuno, mentre il vecchio campione corse per "soli" 45 minuti e i suoi tempi sul giro furono mediamente più lenti di un secondo rispetto ai propri compagni, ma insieme vinsero la gara e per Piquet ci fu la gioia di vincere la sua ultima competizione accanto al figlio, anche se dopo i festeggiamenti del podio dichiarò: «Agora chega, nao è mais pra mim, nao è mais a minha praia» («ora basta, la cosa non è più per me, non è più come prima») ritenendo che le competizioni ad alto livello non fossero più alla sua portata.

## Risultati in Formula 1
| 1978 | Scuderia               | Vettura         |  |  |  |  |  |  |  |  |  |  |     |     |     |   |  |    |  | Punti | Pos. |
| ---- | ---------------------- | --------------- |  |  |  |  |  |  |  |  |  |  | --- | --- | --- | - |  | -- |  | ----- | ---- |
| 1978 | Ensign McLaren Brabham | MN177 M23 BT46C |  |  |  |  |  |  |  |  |  |  | Rit | Rit | Rit | 9 |  | 11 |  | 0     |      |

| 1979 | Scuderia | Vettura     |     |     |   |   |     |     |   |     |     |    |     |   |     |     |    |  |  | Punti | Pos. |
| ---- | -------- | ----------- | --- | --- | - | - | --- | --- | - | --- | --- | -- | --- | - | --- | --- | -- |  |  | ----- | ---- |
| 1979 | Brabham  | BT48 e BT49 | Rit | Rit | 7 | 8 | Rit | Rit | 7 | Rit | Rit | 12 | Rit | 4 | Rit | Rit | 12 |  |  | 3     | 15º  |

| 1980 | Scuderia | Vettura |   |     |   |   |     |   |   |   |   |   |   |   |     |     |  |  |  | Punti | Pos. |
| ---- | -------- | ------- | - | --- | - | - | --- | - | - | - | - | - | - | - | --- | --- |  |  |  | ----- | ---- |
| 1980 | Brabham  | BT49    | 2 | Rit | 4 | 1 | Rit | 3 | 4 | 2 | 4 | 5 | 1 | 1 | Rit | Rit |  |  |  | 54    | 2º   |

| 1981 | Scuderia | Vettura |   |    |   |   |     |     |     |   |     |   |   |   |   |   |   |  |  | Punti | Pos. |
| ---- | -------- | ------- | - | -- | - | - | --- | --- | --- | - | --- | - | - | - | - | - | - |  |  | ----- | ---- |
| 1981 | Brabham  | BT49    | 3 | 12 | 1 | 1 | Rit | Rit | Rit | 3 | Rit | 1 | 3 | 2 | 6 | 5 | 5 |  |  | 50    | 1º   |

| 1982 | Scuderia | Vettura     |     |    |     |  |   |     |    |   |   |     |     |     |     |   |     |     |  | Punti | Pos. |
| ---- | -------- | ----------- | --- | -- | --- |  | - | --- | -- | - | - | --- | --- | --- | --- | - | --- | --- |  | ----- | ---- |
| 1982 | Brabham  | BT50 e BT49 | Rit | SQ | Rit |  | 5 | Rit | NQ | 1 | 2 | Rit | Rit | Rit | Rit | 4 | Rit | Rit |  | 20    | 11º  |

| 1983 | Scuderia | Vettura |   |     |   |     |   |   |   |     |   |    |   |     |   |   |   |  |  | Punti | Pos. |
| ---- | -------- | ------- | - | --- | - | --- | - | - | - | --- | - | -- | - | --- | - | - | - |  |  | ----- | ---- |
| 1983 | Brabham  | BT52    | 1 | Rit | 2 | Rit | 2 | 4 | 4 | Rit | 2 | 13 | 3 | Rit | 1 | 1 | 3 |  |  | 59    | 1º   |

| 1984 | Scuderia | Vettura |     |     |   |     |     |     |   |   |     |   |     |   |     |     |   |   |  | Punti | Pos. |
| ---- | -------- | ------- | --- | --- | - | --- | --- | --- | - | - | --- | - | --- | - | --- | --- | - | - |  | ----- | ---- |
| 1984 | Brabham  | BT53    | Rit | Rit | 9 | Rit | Rit | Rit | 1 | 1 | Rit | 7 | Rit | 2 | Rit | Rit | 3 | 6 |  | 29    | 5º   |

| 1985 | Scuderia | Vettura |     |     |   |     |     |   |   |   |     |     |   |   |   |     |     |     |  | Punti | Pos. |
| ---- | -------- | ------- | --- | --- | - | --- | --- | - | - | - | --- | --- | - | - | - | --- | --- | --- |  | ----- | ---- |
| 1985 | Brabham  | BT54    | Rit | Rit | 9 | Rit | Rit | 6 | 1 | 4 | Rit | Rit | 8 | 2 | 5 | Rit | Rit | Rit |  | 21    | 8º   |

| 1986 | Scuderia | Vettura |   |     |   |   |     |   |     |   |   |   |   |     |   |   |   |   |  | Punti | Pos. |
| ---- | -------- | ------- | - | --- | - | - | --- | - | --- | - | - | - | - | --- | - | - | - | - |  | ----- | ---- |
| 1986 | Williams | FW11    | 1 | Rit | 2 | 7 | Rit | 3 | Rit | 3 | 2 | 1 | 1 | Rit | 1 | 3 | 4 | 2 |  | 69    | 3º   |

| 1987 | Scuderia | Vettura |   |    |     |   |   |   |   |   |   |   |   |   |   |   |    |     |  | Punti   | Pos. |
| ---- | -------- | ------- | - | -- | --- | - | - | - | - | - | - | - | - | - | - | - | -- | --- |  | ------- | ---- |
| 1987 | Williams | FW11B   | 2 | NP | Rit | 2 | 2 | 2 | 2 | 1 | 1 | 2 | 1 | 3 | 4 | 2 | 15 | Rit |  | 73 (76) | 1º   |

| 1988 | Scuderia | Vettura |   |   |     |     |   |     |   |   |     |   |   |     |     |   |     |   |  | Punti | Pos. |
| ---- | -------- | ------- | - | - | --- | --- | - | --- | - | - | --- | - | - | --- | --- | - | --- | - |  | ----- | ---- |
| 1988 | Lotus    | 100T    | 3 | 3 | Rit | Rit | 4 | Rit | 5 | 5 | Rit | 8 | 4 | Rit | Rit | 8 | Rit | 3 |  | 22    | 6º   |

| 1989 | Scuderia | Vettura |     |     |     |    |     |   |   |   |   |   |    |     |     |   |   |     |  | Punti | Pos. |
| ---- | -------- | ------- | --- | --- | --- | -- | --- | - | - | - | - | - | -- | --- | --- | - | - | --- |  | ----- | ---- |
| 1989 | Lotus    | 101     | Rit | Rit | Rit | 11 | Rit | 4 | 8 | 4 | 5 | 6 | NQ | Rit | Rit | 8 | 4 | Rit |  | 12    | 8º   |

| 1990 | Scuderia | Vettura      |   |   |   |     |   |   |   |   |     |   |   |   |   |     |   |   |  | Punti   | Pos. |
| ---- | -------- | ------------ | - | - | - | --- | - | - | - | - | --- | - | - | - | - | --- | - | - |  | ------- | ---- |
| 1990 | Benetton | B189B e B190 | 4 | 6 | 5 | Rit | 2 | 6 | 4 | 5 | Rit | 3 | 5 | 7 | 5 | Rit | 1 | 1 |  | 43 (44) | 3º   |

| 1991 | Scuderia | Vettura      |   |   |     |     |   |     |   |   |     |     |   |   |   |    |   |   |  | Punti | Pos. |
| ---- | -------- | ------------ | - | - | --- | --- | - | --- | - | - | --- | --- | - | - | - | -- | - | - |  | ----- | ---- |
| 1991 | Benetton | B190B e B191 | 3 | 5 | Rit | Rit | 1 | Rit | 8 | 5 | Rit | Rit | 3 | 6 | 5 | 11 | 7 | 4 |  | 26,5  | 6º   |

| Legenda | 1º posto     | 2º posto | 3º posto    | A punti         | Senza punti/Non class.  | Grassetto – Pole position Corsivo – Giro più veloce |
| Legenda | Squalificato | Ritirato | Non partito | Non qualificato | Solo prove/Terzo pilota | Grassetto – Pole position Corsivo – Giro più veloce |

## Vita privata
Piquet è stato un personaggio in grado di far parlare di sé anche al di fuori delle corse per i suoi atteggiamenti goliardici e la fama di tombeur de femme. Alla partenza dei Gran Premi, momento che dovrebbe essere di grande tensione, riusciva tranquillamente a scherzare con i cronisti: ad esempio, prima di una gara Ezio Zermiani gli fece una domanda interminabile, Piquet lo lasciò parlare, e poi, togliendosi i tappi dalle orecchie, si scusò dicendo di non aver sentito niente. Non era parco di scherzi nemmeno nei confronti dei colleghi, persino durante la riabilitazione seguita all'incidente di Indianapolis: trovandosi con altri piloti a dover subire lo stesso trattamento sanitario, accedette per primo alla terapia si mise a urlare fingendo di subire dolori atroci per poi precipitarsi a vedere le facce impaurite dei colleghi.
Per quanto riguarda la vita familiare, si era sposato agli inizi della sua carriera con Maria Clara Vassalo, che aveva conosciuto ancora adolescente, da cui ha avuto un figlio di nome Geraldo, ma in seguito il rapporto naufragò: nel 1983 ci fu la separazione e quattro anni dopo il divorzio. Nel frattempo Piquet ebbe una relazione con l'olandese Sylvia Tamsma da cui nacquero Nelisnho e due figlie chiamate Kelly e Jùlia. Poi si sono succedute una compagna italiana e una belga di nome Katherine Valentin, da cui ha avuto un figlio chiamato Laszlo. Attualmente è sposato con Viviane Leão, da cui ha avuto altri due figli, Pedro e Marco. Nel 2007 con la moglie Viviane ha dovuto rifare un corso di guida per la patente, che era stata ritirata a entrambi a causa di varie infrazioni commesse.
Dopo il ritiro dalle corse, Piquet è tornato in Brasile, dove ha gestito un discreto patrimonio immobiliare e altre attività, tra cui una concessionaria Pirelli e un'azienda di telecomunicazioni satellitari legata al mondo dell'autotrasporto, di grande successo. In una intervista concessa nel 2006 ha dichiarato che le sue attività hanno raggiunto fatturati da 200 milioni di dollari e guadagni superiori a quelli che si possono ottenere con le corse, anche confrontandoli con quelli dei piloti attuali. Inoltre ha costituito un team per le formule minori, il Piquet Sports, per seguire direttamente la carriera automobilistica del figlio Nelson Angelo, che con il team di famiglia ha vinto il campionato inglese di Formula 3 nel 2004 ed è arrivato secondo nel campionato GP2 del 2006.
Il 13 novembre 2013 subisce un intervento chirurgico al cuore che, a detta del figlio, viene superato.
È nonno di Penelope Kvjat, nata il 27 luglio 2019 dalla relazione fra il pilota di F1 Daniil e sua figlia Kelly, e di Lily, nata nel 2025 dalla relazione tra sua figlia Kelly e il pilota di F1 Max Verstappen.